# فلجانس فرينل
فلجانس فرينل (بالفرنسية: Fulgence Fresnel)‏ (1795 - 1855 م) هو مستشرق فرنسي، وهو أخ الفيزيائي أوغستان-جان فرينل.
درس في شبابه اللغات الشرقية وأرسلته حكومته سنة 1837 م إلى جدة وعُين بصفة قنصل لدولته. سافر بعدها إلى بغداد لدراسة الآثار في بابل. توفي في العراق في 30 تشرين الثاني سنة 1855 م.

## آثاره
من آثاره: ترجمة «لاميّة العرب» للشنفري وله أيضا مقالات أخرى مفيدة في الكتابات الحميرية التي وجدت في جهات اليمن طبعت في المجلة الآسيوية الفرنسوية.